# Délifrance
Délifrance  est une marque française spécialisée dans la boulangerie et la pâtisserie, créée en 1983 et appartenant au groupe Nutrixo.  C’est aussi une entreprise de production de produits surgelés dans ces domaines de la boulangerie industrielle et de la restauration hors domicile.
L'entreprise offre des produits de boulangerie « à la française » tels que les croissants, gâteaux, pains au chocolat, ou encore des baguettes.

## Histoire
L'enseigne de restaurants Délifrance a été créée en 1983 avec un premier restaurant qui a ouvert ses portes aux Pays-Bas dans la ville d'Amsterdam. La chaîne s'est depuis étendue à plus de 250 restaurants à travers le monde, mettant à profit le « goût français », et concurrençant à l'étranger l'enseigne Paul, dont le positionnement est proche.
L'entreprise possède des usines en France, au Royaume-Uni, en Thaïlande et en Italie (où est produite la gamme Panitaly).

## Identité visuelle

Logo de Délifrance jusqu'en janvier 2018.
Logo de Délifrance depuis janvier 2018.

## Implantations
En dix ans, l’entreprise a créé une vingtaine de filiales commerciales et a absorbé Appétit de France, Krabansky, Touflet Gourmet, Sofrapain, Farandole gourmande, Sefa et  Le Pain croustillant au Royaume-Uni. Sa croissance se fait par moitié de façon organique et par moitié via des acquisitions. Elle est surtout présente en Europe.
Mais dès les années 1980, la société a cherché à s'implanter en Afrique, en Amérique du Nord et en Asie. Finalement, c’est Singapour qui a été choisi comme tête de pont en Asie. En 1996, le journaliste Frédéric Lemaître écrit ainsi dans le journal Le Monde : « Demandez à un Singapourien quelle société française il connaît, il ne vous citera ni Thomson , ni Alcatel pourtant bien implantées dans son pays, mais une entreprise que les Français, eux, ne connaissent pas : Délifrance ». 
De 1982 à 1985, les premières tentatives de partenariat pour monter des boulangeries industrielles avec des partenaires locaux échouent. L'entreprise change alors d’axe marketing  en associant aux produits de la boulangerie et de la  viennoiserie, le café français. Trois nouvelles boutiques sont créés sur ce modèle en 1986 dans les quartiers d'affaires de Singapour. Les consommateurs y découvrent le pain et les sandwichs français, puis s’y habituent. L'implantation s’est prolongée ensuite dans les zones résidentielles et touristiques. En dix ans, Délifrance a inauguré à Singapour quarante cafés-restaurants et plus d'une dizaine de dépôts de baguettes. À partir de cette base, l'entreprise s’est étendue également en Chine (à Hong Kong, Pékin, ..), en Australie, en Malaisie et aux Philippines. Outre ses magasins, Délifrance possède souvent une usine de boulangerie industrielle par pays, tout en important sa farine, ainsi qu'une usine de pâtisserie industrielle et une usine centrale à Singapour pour des produits sous vide surgelés.
Pour s’implanter, Délifrance choisit souvent de s’appuyer sur des partenariats locaux, tel aux  Philippines, jusque fin 2010, avec Jollibee. En 2010, les  deux sociétés ont rompu leurs liens.